# Mark Kirchner
Mark Kirchner (n. 4 aprilie 1970, Neuhaus am Rennweg, Republica Democrată Germană, Germania) este un biatlonist ce a reprezentat Germania, medaliat olimpic. A participat la 2 ediții ale Jocurilor Olimpice (1992, 1994) în care a câștigat 3 medalii de aur și o medalie de argint.